# Битва при Ристилахти
Битва при Ристилахти — крупное сражение между русскими и шведскими войсками на территории современного Лахденпохского района, произошедшее в 1614 году и решившее вопрос о принадлежности Швеции Корельского уезда.

## Предпосылки
В 1609 году, в период Смутного времени, русский царь Василий Шуйский обязался Выборгским трактатом передать Швеции за её военную поддержку крепость Корела с её уездом. После свержения царя Василия в 1610 году Русское царство отказалась передавать Корельский уезд. После этого Швеция начала военные действия против России. В 1611 году шведские войска под командованием коменданта Кексгольма Ханса Мунка смогли занять крепость и решили продолжить свой военный поход до Олонца.

## Сражение
27 июля 1614 года, когда Мунк находился в Куркиёки, он получил сообщение о приближении русских войск к Корельcкому уезду. Русское войско состояло из 400 стрельцов, 200 казаков и 50 поляков прибывших на ладьях в озеро Пюхяярви, и сотни местных карельских партизан, которые противостояли шведам ещё с 1611 года. Шведская армия насчитывала около тысячи человек.
Изначально Ханс Мунк смог отбить атаки противника и русским войскам пришлось отступить к берегу реки. Здесь вблизи деревни Ристилахти и произошло сражение. При первом натиске Мунку удалось сбросить русских в озеро. При этом было убито 30 человек, 15 попало в плен, несколько человек утонуло при попытке добраться до своих судов, 3 ладьи были потоплены и захвачено 2 знамени. В этой битве Мунк был тяжело ранен и командование взял его заместитель Клаус Сталхандске. Русские войска смогли дать отпор и шведской армии пришлось отступить. Но и русские войска понесли тяжёлые потери и отступили к Олонцу. После этого сражения Швеция перестала принимать попытки продвижения в Карелии. В битве при Ристилахти решился вопрос о принадлежности Швеции Корельcкого уезда в 1617 году по условию Столбовского мира.

## Память
В 1938 году был открыт памятник Битве при Растилахти.
В 1982 году в нескольких километрах от старого был открыт ещё один памятник, но уже на территории Финляндии.
В 2014 году была установлена мемориальная доска Битве при Ристилахти на которой изображены барельефы с памятника.